# BMW Serie 3
La BMW Serie 3 è la denominazione assunta da una serie di berline di segmento D, prodotte dalla casa automobilistica tedesca BMW fin dal 1975 e a cui, nel corso degli anni, si sono aggiunte anche le versioni familiare, coupé e cabriolet.

## Presentazione
Nata per sostituire la Serie 02, è stata proposta con carrozzeria berlina a tre volumi e a 2 porte: solo in seguito sono state introdotte la berlina a 4 porte, la station wagon, la cabriolet e la coupé. Negli anni novanta e nella prima metà degli anni 2000 è stata proposta anche in una variante compatta, denominata Serie 3 Compact e destinata a confrontarsi con i contemporanei modelli di segmento C. A partire dalla seconda generazione della Serie 3, è stata introdotta anche la variante sportiva, denominata M3. La sesta generazione ha invece conosciuto ben più profondi aggiornamenti alla gamma, con l'arrivo di una versione denominata GT (o Gran Turismo), dotata di una carrozzeria a cinque porte e a due volumi e mezzo, dal padiglione spiovente e dal baricentro piuttosto alto. Sempre durante la carriera commerciale della sesta generazione, poi, le versioni coupé e cabriolet sono state separate dalla gamma della Serie 3 per essere incluse nella nuova gamma della Serie 4 in listino dal 2013.

## Galleria d'immagini
Dal suo debutto, la produzione della Serie 3 si è articolata in sette generazioni:
| Serie/carrozzeria    | Vista anteriore | Vista posteriore |
| Serie 3 E21          |                 |                  |
| E21 berlina 2 porte  |                 |                  |
| E21 cabriolet Baur   |                 |                  |
| Serie 3 E30          |                 |                  |
| E30 berlina 2 porte  |                 |                  |
| E30 berlina 4 porte  |                 |                  |
| E30 Touring          |                 |                  |
| E30 Cabriolet        |                 |                  |
| Serie 3 E36          |                 |                  |
| E36 berlina          |                 |                  |
| E36 Touring          |                 |                  |
| E36 Coupé            |                 |                  |
| E36 Cabriolet        |                 |                  |
| Serie 3 E46          |                 |                  |
| E46 berlina          |                 |                  |
| E46 Touring          |                 |                  |
| E46 Coupé            |                 |                  |
| E46 Cabriolet        |                 |                  |
| Serie 3 E90-91-92-93 |                 |                  |
| E90 (berlina)        |                 |                  |
| E91 (Touring)        |                 |                  |
| E92 (Coupé)          |                 |                  |
| E93 (Cabriolet)      |                 |                  |
| Serie 3 F30-F31-F34  |                 |                  |
| F30 (berlina)        |                 |                  |
| F31 (Touring)        |                 |                  |
| F34 (GT)             |                 |                  |
| Serie 3 G20-G21      |                 |                  |
| G20 (berlina)        |                 |                  |
| G21 (Touring)        |                 |                  |